# Michele Torpedine
Michele Torpedine (Minervino Murge, 12 maggio 1952) è un produttore discografico, batterista e manager musicale italiano.

## Biografia
Conosciuto in ambito internazionale anche come Michael Torpedine, incomincia la carriera facendo il batterista di Orietta Berti, Iva Zanicchi e Gino Paoli.
Negli anni ottanta cura, tramite un'agenzia di spettacolo stanziata a Bologna, l'immagine degli artisti Lucio Dalla, Loredana Bertè e Francesco De Gregori e pianifica le tappe del tour America di Gianna Nannini. In qualità di produttore discografico, porta al successo e, in taluni casi, risolleva le sorti di numerosi artisti italiani come Zucchero Fornaciari, Luca Carboni, Gino Paoli, Pino Daniele, Lucio Dalla, Fabrizio De André, Biagio Antonacci, Ornella Vanoni, Andrea Bocelli, Giorgia (dal quale decide di distaccarsi subito dopo la vittoria a Sanremo 1995, volendo intraprendere un percorso musicale diverso) Vittorio Grigolo e Il Volo. Si occupa occasionalmente anche di formare duetti fra artisti italiani e internazionali; in questi ultimi figurano Barbra Streisand, Joe Cocker, Miles Davis, Eric Clapton, Paul Young e Ray Charles. Riceve molti consensi da parte del pubblico la sua idea di portare nei teatri il duetto degli artisti italiani Gino Paoli e Ornella Vanoni nel tour Insieme.
È produttore esecutivo di diversi album di Zucchero tra cui Rispetto, Blue's, Oro incenso e birra e Miserere; solo i primi tre totalizzano 3 200 000 di copie vendute in Italia. Nel 1989 si unisce con Zucchero a un supergruppo, formato a Cortina d'Ampezzo e chiamato Adelmo e i suoi Sorapis, di cui fa parte Dodi Battaglia, Maurizio Vandelli, Fio Zanotti e Umberto Maggi. Nel 1990 organizza uno straordinario evento musicale all'interno del Cremlino, trasmesso dalla RAI in diverse nazioni del mondo, che vede Zucchero come il primo artista in assoluto a esibirsi nella sede principale del governo russo. Del concerto realizzato a Mosca è tratto un video VHS e un doppio album intitolato Live at the Kremlin. Dal 1994 è il rappresentante per l'Italia e consulente privilegiato di Zucchero per tutto il territorio nazionale che s'affianca al produttore discografico statunitense Miles Copeland III per il resto del mondo; lo segue perciò dietro le quinte del Freddie Mercury Tribute Concert. Con Zucchero il rapporto si concluderà negli anni seguenti.
Torpedine produce anche gli album di Andrea Bocelli che, nel 1996, con la sola raccolta Romanza, arrivata ai vertici di tutte le classifiche, vende in Europa più di 2 500 000 di copie di dischi. Durante gli anni della gestione dell'immagine dell'artista toscano, tesa ad assicurargli una carriera di spessore, si occupa dell'organizzazione di numerosi eventi nazionali e internazionali tra i quali si ricorda, nel 1999, il concerto benefico Michael Jackson & Friends tenuto a Monaco di Baviera.
Produce album per Gerardina Trovato e Luca Carboni ed è il direttore artistico delle prime due edizioni di Pavarotti & Friends.
Nel 2007 accusa Zucchero, quando il sodalizio con l'artista è ormai chiuso da tempo, di plagio; in particolare gli contesta il fatto d'accreditarsi le canzoni e le musiche scritte o composte da altri.
Il 16 luglio 2010 presiede la giuria alla finalissima del Festival di Castrocaro condotto da Fabrizio Frizzi.
Nel gennaio 2012 è ingaggiato come consulente dalla società che cura gli affari per Eros Ramazzotti.
Al Festival di Sanremo 2015 consolida anche in Italia, attraverso la vittoria della gara canora, il successo dei giovani ragazzi che formano il trio chiamato Il Volo e che, insieme con Tony Renis, ha reso celebri nel mondo e in particolare negli Stati Uniti d'America.
Il 22 gennaio 2019 è ospite di Amadeus nella trasmissione Soliti ignoti.

## Vicende giudiziarie
Nel 1999 è stato messo sotto inchiesta per frode fiscale, corruzione e falso ideologico in merito a una vicenda in cui è coinvolto anche un ufficiale della Guardia di Finanza riguardante presunte false fatture utilizzate dal produttore per giustificare prestazioni artistiche mai effettuate. Tuttavia, le stesse accuse cadranno nei mesi successivi.